# 大卫·克里斯托
大卫·克里斯托OBE FBA FLSW（1941年7月6日—）是一位英国的语言学家、作家。他在1995年获得大英帝國勳章，并在2002年成为了英国国家学术院的一员。他的学术兴趣主要集中在英语学习与教学、临床语言学、司法语言学、語言滅亡、“顽皮语言学”（克里斯托自己造的新词，指的是对语言游戏的研究）、文体学、英文文類、莎士比亚、索引和辭書學。